# Sefâretnâme
Sefâretnâme (سفارت نامه), letteralmente libro dell'ambasciata, era un genere di letteratura turca che era strettamente correlato ai seyahatname (libri di viaggio), ma era specifico per il racconto dei viaggi e delle esperienze di un ambasciatore Ottomano in terra straniera, di solito in Europa descrivendo paese e capitale. I Sefâretnâme venivano scritti, dai loro autori, in vista della loro presentazione al sultano e alla sua alta amministrazione, quindi anche se documento semi-ufficiale, il loro obiettivo è quello di far loro "sentire" il paese straniero in questione, oltre che a informarli su di esso. Per questo motivo, e per le qualità letterarie che furono ricercate per raggiungere il loro scopo, essi rimangono di interesse duraturo per il lettore. 
Il primo esempio del genere è il sefâretnâme di Kara Mehmed Çelebi, relativo alla sua ambasciata a Vienna del 1655. Esempi notevoli del genere, per lo più risalenti al XVIII secolo, sono di particolare valore, sia in termini letterari che per rendere edotta l'intellighenzia ottomana sullo stato dell'Europa occidentale in un momento in cui quella parte del mondo aveva visibilmente iniziato a sorpassare le altre aree geografiche del mondo, tra cui l'Impero ottomano, in termini di scienza, cultura e sviluppo. 
Tentativi ottomani per capire le ragioni del crescente divario, possono spiegare l'invio sempre più frequente di ambasciatori, durante il XVIII secolo, che ebbero in seguito una presenza permanente nelle capitali europee, così come la moltiplicazione dei sefâretnâme. 
Il senso di curiosità che loro autori trasmettevano per quanto riguardava la cultura occidentale che stavano esaminando, veniva pienamente ricambiato dalla curiosità che essi suscitavano nei loro interlocutori di Parigi o Berlino, la maggior parte dei quali venivano in contatto con i turchi per la prima volta. I racconti dei contatti ed i rispettivi commenti facevano scaturire anche la curiosità del lettore. 
Fra i più noti sefâretname, si ricordano;
- Sefaretnâme di Yirmisekiz Mehmed Çelebi, primo ambasciatore turco a Parigi nel 1720,
- Sefaretnâme di Ahmed Resmî Efendi, primo ambasciatore a Berlino nel 1763/1764,
- Sefaretnâme di Giritli Ali Aziz Efendi, prima missione diplomatica in Prussia inel 1796.

Esistono più di quaranta esempi di sefâretnâme, scritti da ambasciatori ottomani, attivi fra il XVIII e il XIX secolo in diverse capitali, tra cui Londra, Parigi, Berlino, Stoccolma, Russia, Polonia ("Lehistan" nella terminologia ottomana), Italia, Spagna, Iran, India, Marocco e Bukhara. Quelli con un valore letterario ridotto, presentati più sotto forma di un memorandum professionale e di attualità, vennero definiti come takrir.